# Avernes-sous-Exmes

Avernes-sous-Exmes este o comună în departamentul Orne, Franța. În 1 ianuarie 2018 avea o populație de 83 de locuitori.